# Parafia Najświętszej Maryi Panny Wniebowziętej w Mórce
Parafia Najświętszej Maryi Panny Wniebowziętej w Mórce – parafia rzymskokatolicka, znajdująca się w archidiecezji poznańskiej, w dekanacie śremskim. 